# Templo del Señor de los Rayos
El Templo del Señor de los Rayos es un edificio religioso para el culto católico que se encuentra en el Barrio de Guadalupe de la ciudad de Aguascalientes, junto al Panteón de la Cruz y al Panteón de Los Ángeles. La fachada tienen un estilo futurista y ha sido descrito como uno de los diseños de templos religiosos más característicos del país. El templo fue diseñado por el arquitecto Francisco Aguayo Mora, y las esculturas de la fachada fueron realizadas por Guillermo González.

## Contexto histórico
La fachada del templo fue erigida entre 1956 y 1957, y se considera que fue el primer templo de Aguascalientes con un estilo moderno. La portada, con las características esculturas, fue realizada unos 11 años después; antes era totalmente plana. El templo fue realizado para que fuera el hogar digno de una imagen religiosa considerada milagrosa. Se trataba de un Cristo que fue trasladado desde Temastián, Jalisco, donde también tiene un santuario. La imagen primero fue colocada en la cripta del panteón, pero la gente comenzó a llegar a pedirle milagros, por lo que al crecer la devoción de la imagen, se realizó una capilla, para más adelante convertirse en un templo.

## Edificio

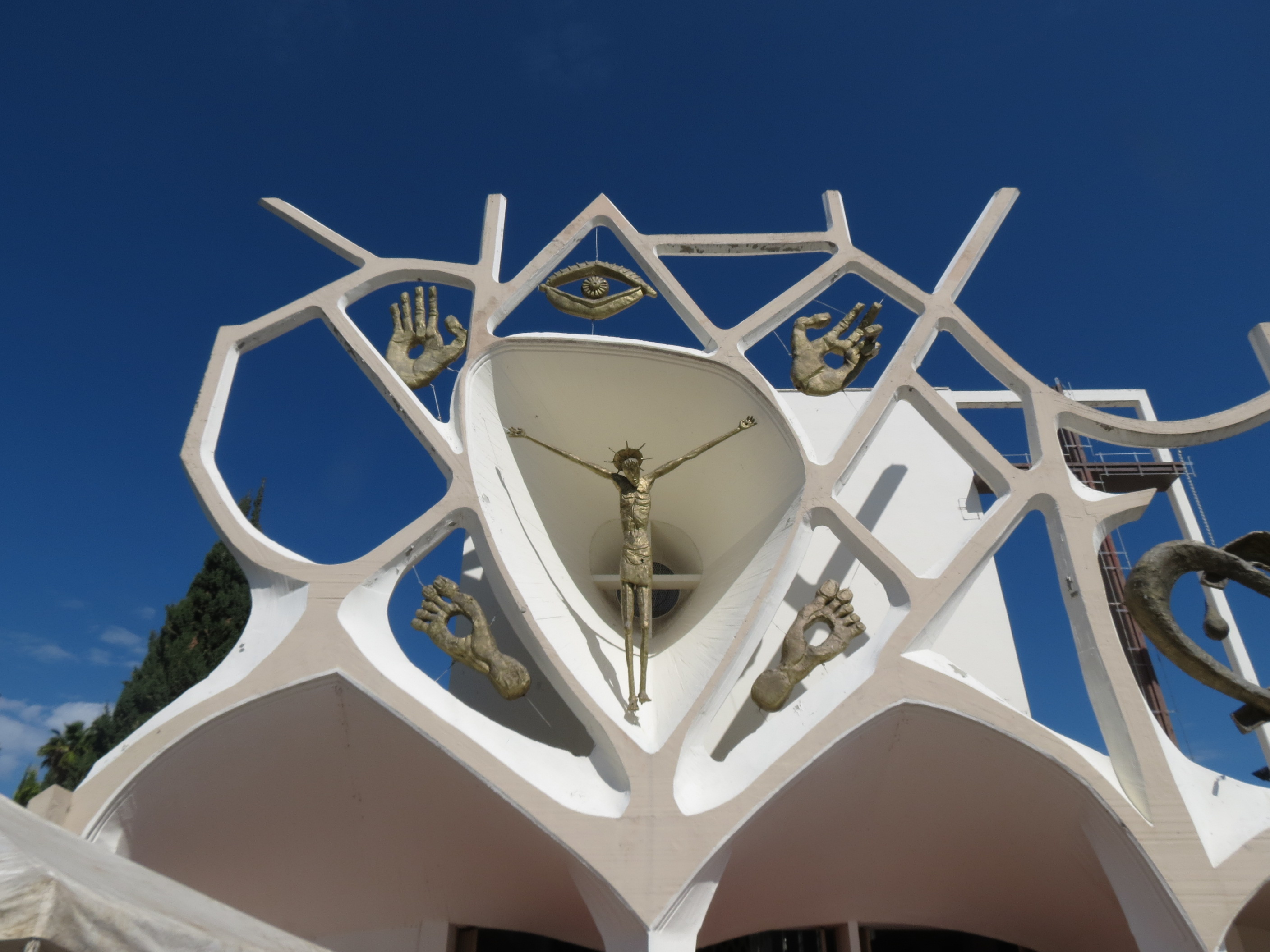
Detalle de la fachada del templo.

### Fachada
Sobresale la fachada de estilo modernista, que tiene una composición iconográfica simbólica, pues retrata valores espirituales de la religión católica. El obispo Salvador Quezada Limón señala que el soporte central que divide la fachada, formando una "V", representa la victoria de Cristo. Al centro se representa una imagen de Jesucristo crucificado; y a su alrededor se encuentran las imágenes del sacerdocio: un ojo del Pastor vigilante; dos manos oferentes con estigmas, y abajo unos pies que también aparecen heridos. En la parte derecha se muestra una cruz estilizada y un corazón sangrante. El remate de la fachada representa una corona de espinas.
Las esculturas de la fachada del templo, son obras de Guillermo González, mientras que el arquitecto del templo fue Francisco Aguayo Mora.

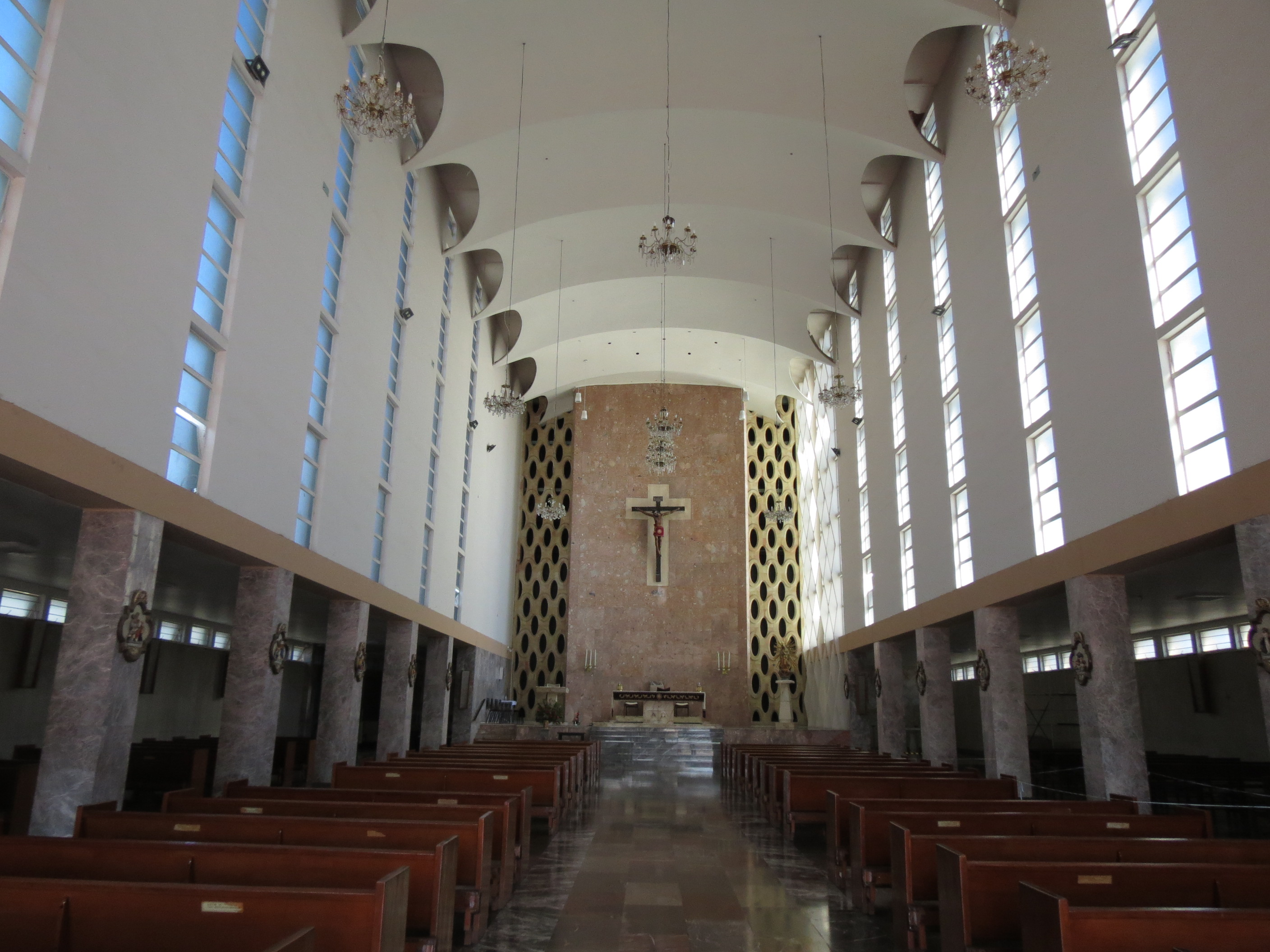
Interior del templo.

### Interior
El interior del templo es amplio, y hay un viacrucis estilizado en los costados. En el altar hay una imagen del Señor de los Rayos.